# Urška Bračko
Urška Bračko, slovenski fotomodel, * 1993
Zmagala je na tekmovanju Miss Universe Slovenije 2014. Diplomirala je na Fakulteti za družbene vede v Ljubljani.

## Zasebno
Visoka je 178 centimetrov. Prihaja iz Maribora.